# Meteorus laphygmarum
Meteorus laphygmarum är en stekelart som beskrevs av Charles Thomas Brues 1926. Meteorus laphygmarum ingår i släktet Meteorus och familjen bracksteklar. Inga underarter finns listade i Catalogue of Life.